# Tadeusz Sucharski
Tadeusz Krzysztof Sucharski (ur. 1959) – polski filolog, specjalizujący się w historii literatury, badacz literatury polskiej i rosyjskiej XX wieku; nauczyciel akademicki związany z Akademią Pomorską w Słupsku.

## Życiorys
Urodził się w 1959 roku w Olsztynie. Uczęszczał kolejno do Szkoły Podstawowej im. Marii Konopnickiej w Sątopach (1966-1974), a następnie Liceum Ogólnokształcącego w Biskupcu (1974-1978), gdzie zdawał maturę, będąc w klasie matematyczno-fizycznej. Po pomyślnie zdanym egzaminie dojrzałości podjął studia na kierunku filologia polska na Uniwersytecie Gdańskim, które zakończył uzyskaniem tytułu zawodowego magistra. Promotorem pracy magisterskiej Słowacki Lechonia była prof. Maria Janion. Bezpośrednio potem podjął pracę jako nauczyciel języka polskiego w Szkole Podstawowej im. Stefana Żeromskiego w Trumiejach.
W 2 połowie lat 90. XX wieku podjął studia doktoranckie na swojej macierzystej uczelni. W 2000 roku uzyskał stopień naukowy doktora nauk humanistycznych nauk humanistycznych w zakresie literaturoznawstwa o specjalności literaturoznawstwo polskie, na podstawie pracy pt. Dostojewski Herlinga-Grudzińskiego, której promotorem była prof. Małgorzata Książek-Czermińska. W 2009 roku Rada Wydziału Filologicznego Uniwersytetu Gdańskiego nadała mu stopień naukowy doktora habilitowanego nauk humanistycznych w zakresie literaturoznawstwa o specjalności historia literatury polskiej na podstawie rozprawy nt. Polskie poszukiwania "innej" Rosji. O nurcie rosyjskim w literaturze Drugiej Emigracji, za którą otrzymał prestiżową Nagrodę Polskiej Akademii Nauk im. Aleksandra Brücknera w dziedzinie literatury i filologii. Za monografię Literatura polska z sowieckiego "domu niewoli". Poetyka. Aksjologia. Twórcy otrzymał medal "Gloria Artis" (2022). Od listopada 2022 roku profesor nauk humanistycznych w dyscyplinie literaturoznawstwo. 
Od roku 2000 związany z Akademią Pomorską w Słupsku (obecnie Uniwersytet Pomorski). Na uczelni tej poza działalnością naukowo-dydaktyczną pełnił ponadto wiele ważnych funkcji organizacyjnych; w latach 2000 - 2002 był wicedyrektorem Instytutu Polonistyki, w roku akademickim 2002-2003, pełnił obowiązki dyrektora. W roku 2012 wybrany został na stanowisko prorektora ds. nauki AP. Mieszka z rodziną w Sępólnie Krajeńskim.

## Dorobek naukowy
Zainteresowania naukowe Tadeusza Sucharskiego koncentrują się wokół tematyki związanej z literaturą polską i rosyjska XX wieku. Interesuje się zwłaszcza doświadczeniem totalitaryzmu i relacjami polsko-rosyjskimi odzwierciedlonymi w literaturze. Bada także relacje polsko-ukraińskie i polsko-białoruskie. Uczestniczył w pracach interdyscyplinarnego zespołu badawczego opracowującego Katalog wzajemnych uprzedzeń Polaków i Rosjan. Jest członkiem International Dostoevsky Society oraz Towarzystwa Literackiego im. Adama Mickiewicza. Publikował w "Pamiętniku Literackim", "Tekstach Drugich", "Przeglądzie Rusycystycznym", "Znaku" i "Kresach". Do jego najważniejszych publikacji naukowych należą:
- Dostojewski Herlinga-Grudzińskiego, Lublin 2002.
- Przestrzenie lęku. Lęk w kulturze i sztuce XIX-XX wieku, Słupsk 2006 (red., współredaktor D. K. Sikorski).
- Polskie poszukiwania "innej" Rosji. O nurcie rosyjskim w literaturze Drugiej Emigracji, Gdańsk 2008.
- Autobiografizm i okolice. Prace ofiarowane Profesor Małgorzacie Czermińskiej (red., współredaktor B. Żynis) Słupsk 2011.
- Polska – Ukraina. Dziedzictwo i współczesność, Słupsk 2012 (red., współredaktor R. Drozd).
- Polacy i Ukraińcy. Historia, która łączy i dzieli, Słupsk 2015 (red., współredaktor J. Karbarz-Wilińska, M. Nowak).
- Między rusofobią a rusofilią. Poglądy, postawy i realizacje w literaturze polskiej od XIX do XXI wieku, Gdańsk 2016 (red., współredaktor S. Karłowicz-Słowikowska, E. Mikiciuk).
- Dostojewski i inni. Literatura – idee – polityka. Księga Jubileuszowa dedykowana Profesorowi Andrzejowi de Lazariemu, Katowice 2016 (red.).
- „Rozliczanie” przeszłości: relacje polsko-żydowskie w tekstach kultury XX i XXI wieku, Słupsk 2016 (red., współredaktor M. Murawska).
- Poza rusofobią i rusofilią? Poglądy, postawy i realizacje w literaturze polskiej od XIX do XXI wieku, Słupsk 2019 (red., współredaktor E. Mikiciuk, K. Pańczyk-Kozłowska) .
- Literatura polska z sowieckiego „domu niewoli”. Poetyka. Aksjologia. Twórcy, Kraków 2021
- Od Parandowskiego do Stasiuka. Rosja w literaturze polskiej ostatniego stulecia. Szkice, Gdańsk 2023
- Jakby w cieniu i ciszy. "Kultura" - Białoruś, Paryż - Lublin 2023

## Odznaczenia
- Brązowy Medal „Zasłużony Kulturze Gloria Artis” - 2022[12]